# 石川駅 (JR東日本)
石川駅（いしかわえき）は、青森県弘前市大字石川字野崎にある、東日本旅客鉄道（JR東日本）奥羽本線の駅である。
当駅を境に大鰐温泉方面は単線、弘前方面は複線となる。当駅南で弘南鉄道大鰐線が奥羽本線を陸橋でまたぐ。

## 歴史
- 1916年（大正5年）7月7日：国鉄の駅として南津軽郡石川村に開業[2][3]。
- 1970年（昭和45年）10月1日：貨物の取り扱いを廃止[3]。
- 1971年（昭和46年）10月1日：荷物の扱いを廃止[4]。駅無人化[5]。ただし、翌年3月31日までは（日曜・祝日を除く）6時から15時半まで旅客扱い要員を1名配置する[6]。
- 1987年（昭和62年）4月1日：国鉄分割民営化により、JR東日本の駅となる[3]。
- 2024年（令和6年）10月1日：えきねっとQチケのサービスを開始[1][7]。

## 駅構造
単式ホーム1面1線と島式ホーム1面2線、計2面3線のホームを持つ地上駅である。互いのホームは跨線橋で連絡している。
弘前駅管理の無人駅である。駅舎内に乗車駅証明書発行機が設置されている。

### のりば
| 番線 | 路線      | 方向 | 行先             |
| ---- | --------- | ---- | ---------------- |
| 1    | ■奥羽本線 | 下り | 弘前・青森方面   |
| 2・3 | ■奥羽本線 | 上り | 東能代・秋田方面 |

- 2番線は上下共用の待避線であり、両方向の発着に対応している。

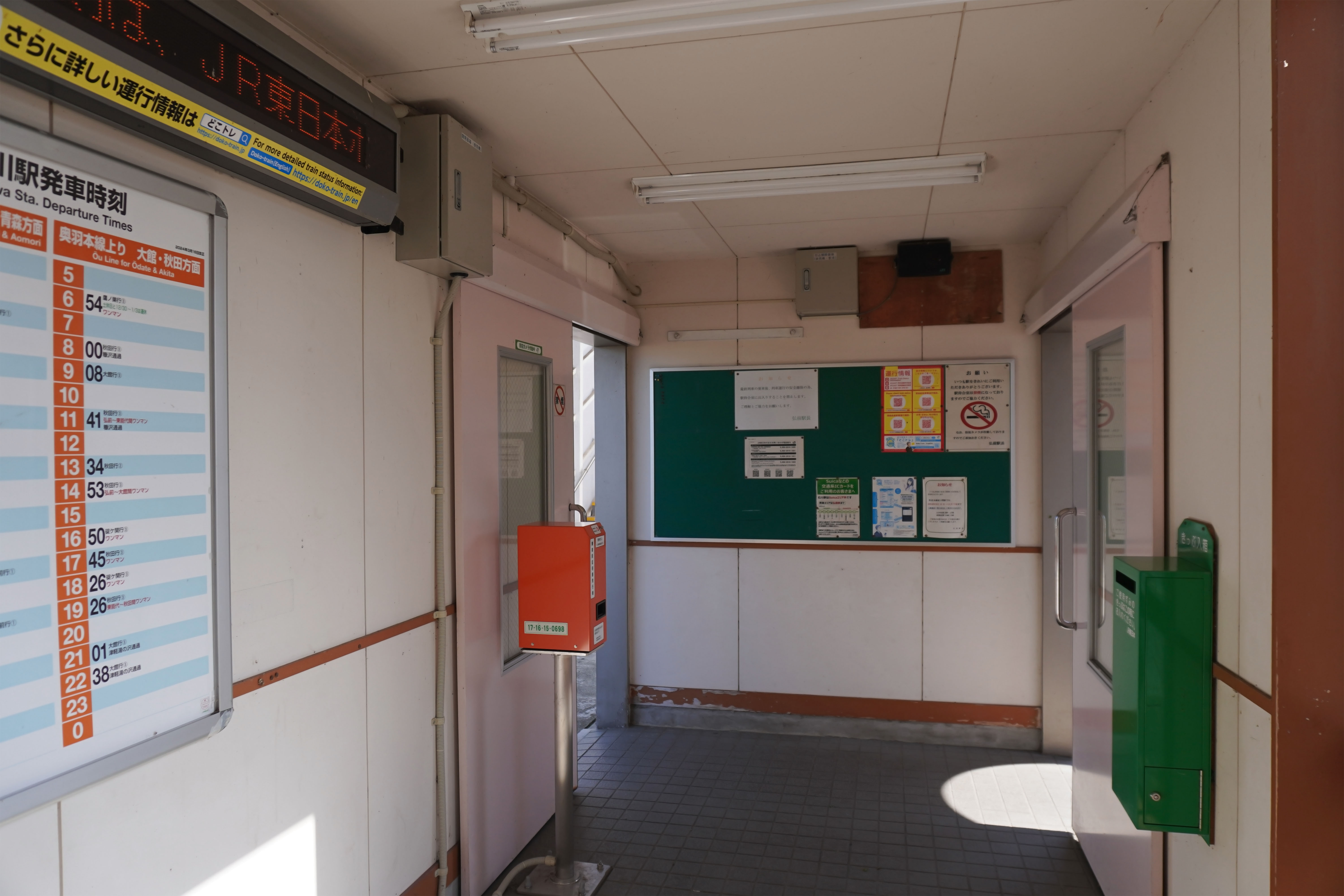
駅舎内（2024年9月）
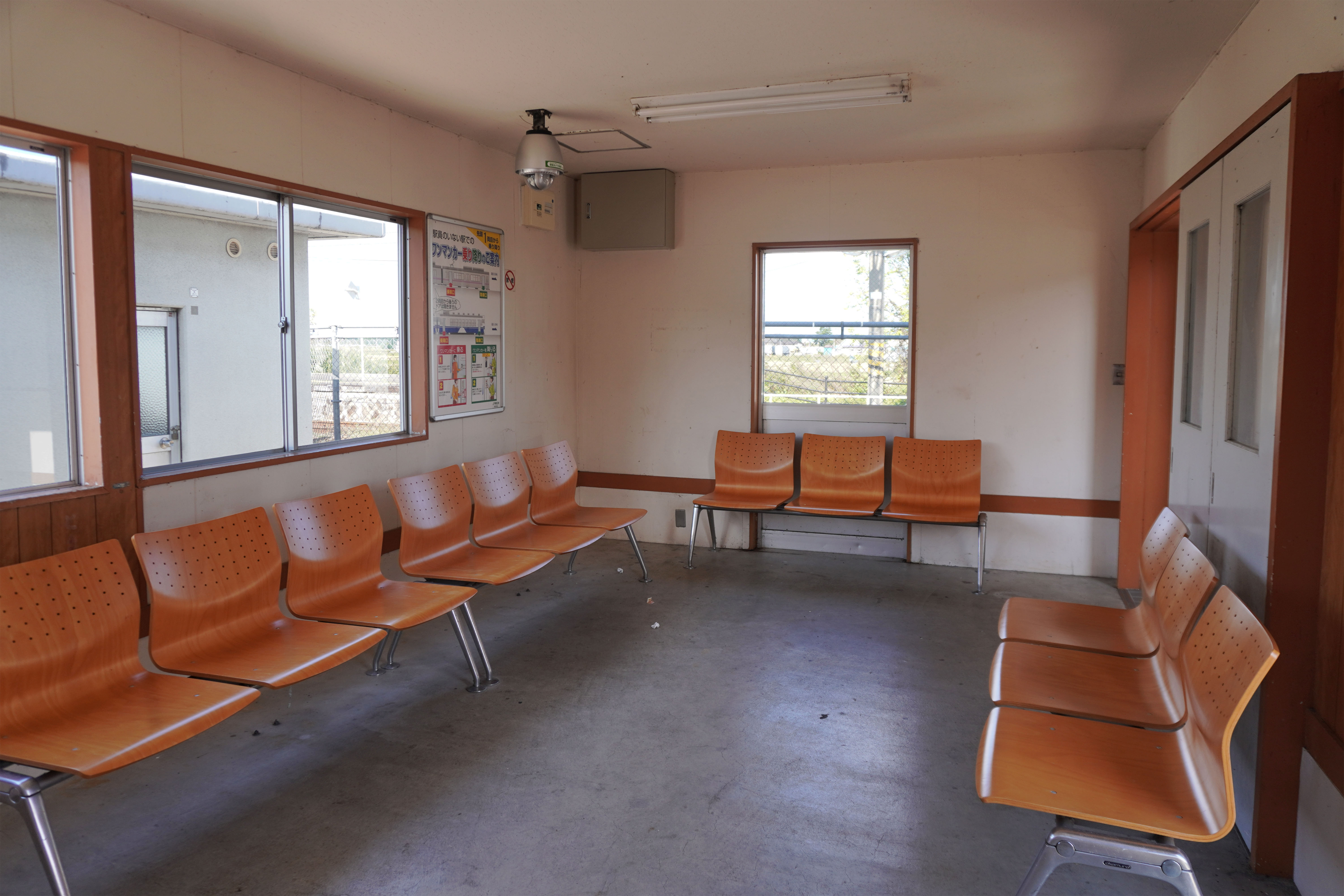
待合室（2024年9月）
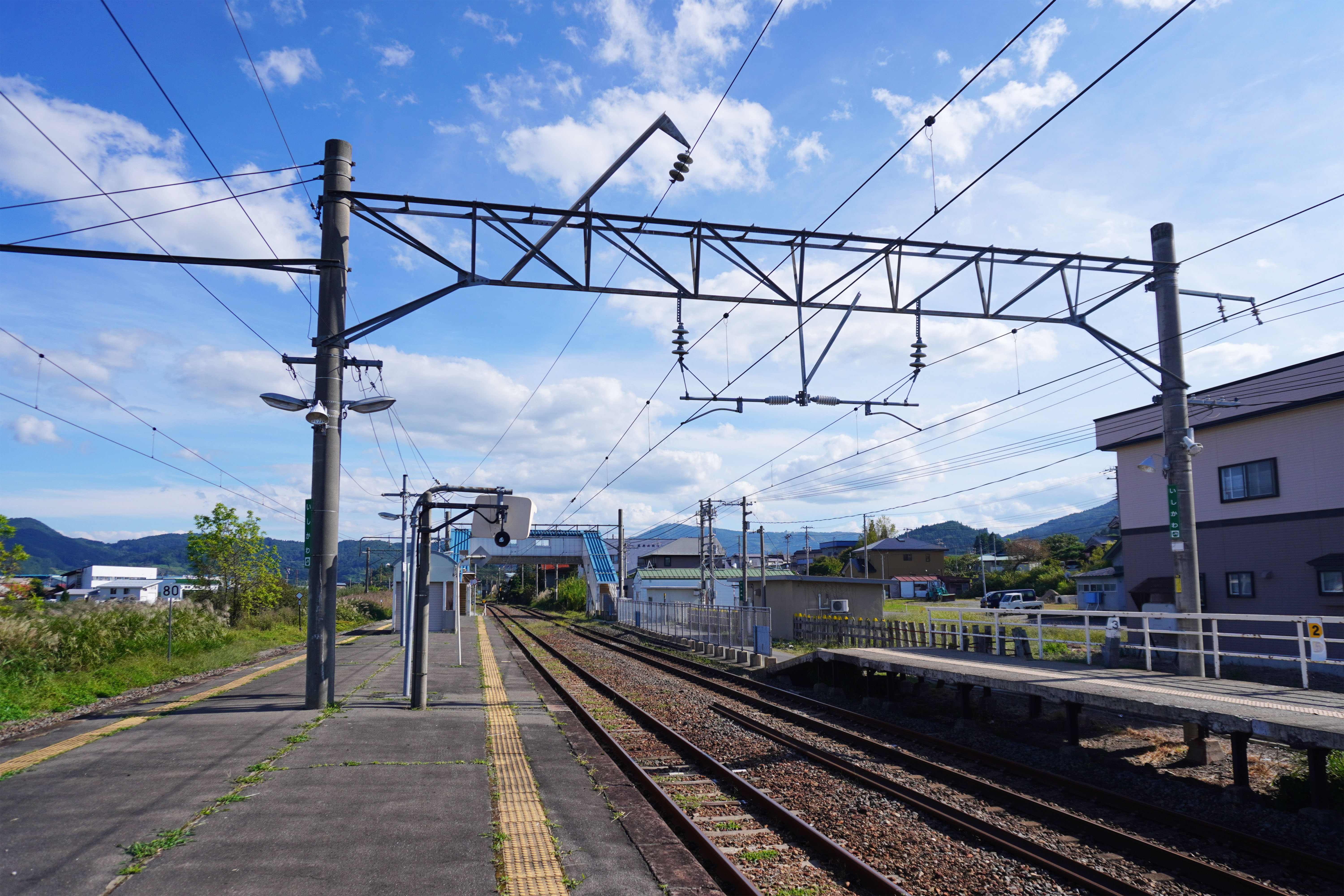
ホーム（2024年9月）

## 駅周辺
- 青森県道236号石川停車場線
  - 青森県道260号石川百田線
    - 青森県道13号大鰐浪岡線
    - 青森県道127号石川土手町線
- 弘南鉄道大鰐線 義塾高校前駅[注 1][2]
- 石川郵便局
- 学校法人東奥義塾 東奥義塾高等学校[2]
- JA津軽みらい 石川支店
- 大仏公園 桜名所

## 隣の駅
東日本旅客鉄道（JR東日本）
■奥羽本線
□快速
通過
■普通
大鰐温泉駅 - 石川駅 - 弘前駅